# Арабские приключения (мини-сериал)
«Арабские приключения» (англ. Arabian Nights) — американо-англо-немецкий телевизионный мини-сериал 2000 года, снятый режиссёром Стивом Бэрроном, адаптированный Питером Барнсом по переводу Ричарда Фрэнсиса Бёртона «Тысячи и одной ночи». Телесериал состоит из пяти рассказанных историй «Тысячи и одной ночи», которые обрамлены шестой, сохраняя сюжет в сюжете. Премьера состоялась 30 апреля 2000 года на телеканалах — BBC (Великобритания) и ABC (США).

## Сюжет
Основан на известном произведении. Султан Багдада Шахрияр, убивший пятью годами ранее свою жену за измену с его братом Шах Заманом, снова должен жениться для того, чтобы сохранить свой трон. Обезумевший Шахрияр видит вокруг себя измену и смертельную опасность, исходящую от женщин. Он приказывает своему великому визирю Джафару привести из гарема одну из своих наложниц для женитьбы, а затем казнить её на следующее утро. Чтобы предотвратить свою казнь, умная дочь великого визиря Шахерезада, влюблённая в султана с детских лет, сама решает выйти за него замуж. После обучения у базарного рассказчика любительница историй Шахерезада, для того, чтобы вылечить султана от его кошмарных снов и безумия, начинает каждый вечер рассказывать ему сказки. 

## В ролях
- Мили Авитал — Шахерезада
- Дугрей Скотт — Шахрияр / нищий Амин
- Алан Бейтс — рассказчик
- Джеймс Фрейн — Шах Заман / Гарун аль-Рашид
- Чеки Карио — чёрный Кода
- Джейсон Скотт Ли — Аладдин
- Джон Легуизамо — джинн
- Ванесса Мэй — принцесса Зобейда
- Руфус Сьюэлл — Али Баба
- Джим Картер — Джафар
- Питер Гиннес — главный палач
- Хью Куорши — Мустаппа
- Пик-Сен Лим — мать Аладдина
- Амира Казар — Морджиана
- Энди Серкис — Касим
- Алексис Конран — принц Али
- Джеймс Кэллис — принц Ахмед
- Хари Диллон — принц Хусейн
- Джон Хэллам — демон
- Алексей Сейл — Бакбак
- Джейн Лапотейр — Мириам
- Одед Фер — второй грабитель

## Съёмочная группа
- Режиссёр: Стив Бэрон
- Продюсеры: Дайсон Ловелл, Робер А. Холми, Роберт Холми[англ.]
- Сценарист: Питер Барнс
- Оператор: Реми Адефарасин
- Композитор: Ричард Харви

## Награды и номинации
- Американское общество специалистов по кастингу — награда (2000)
- Прайм-таймовая премия «Эмми» — награда и номинации (2000)
- Премия Ассоциации телевизионных критиков — номинация (2000)
- Премия Ассоциации онлайн-кино и телевидения[фр.] — награда и номинации (2000)[3]